# Przemysł II.

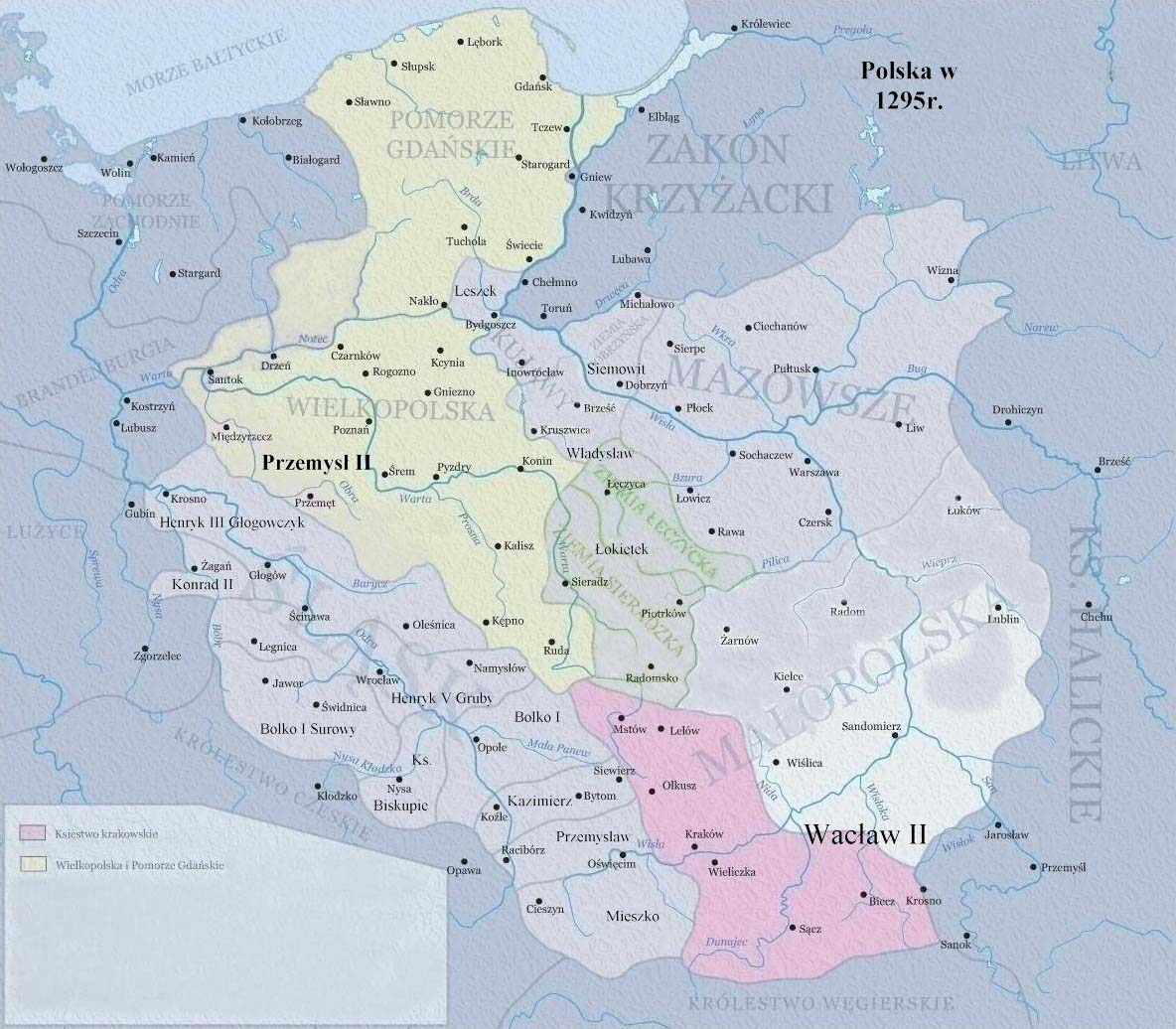
Die politische Lage der polnischen Herzogtümer im Jahr 1295, und das Herrschaftsgebiet von König Przemysław (gelb)

Przemysławs königliches Siegel mit dem gekrönten weißen Adler der Piasten; das Wappen Polens hat hier seinen Ursprung

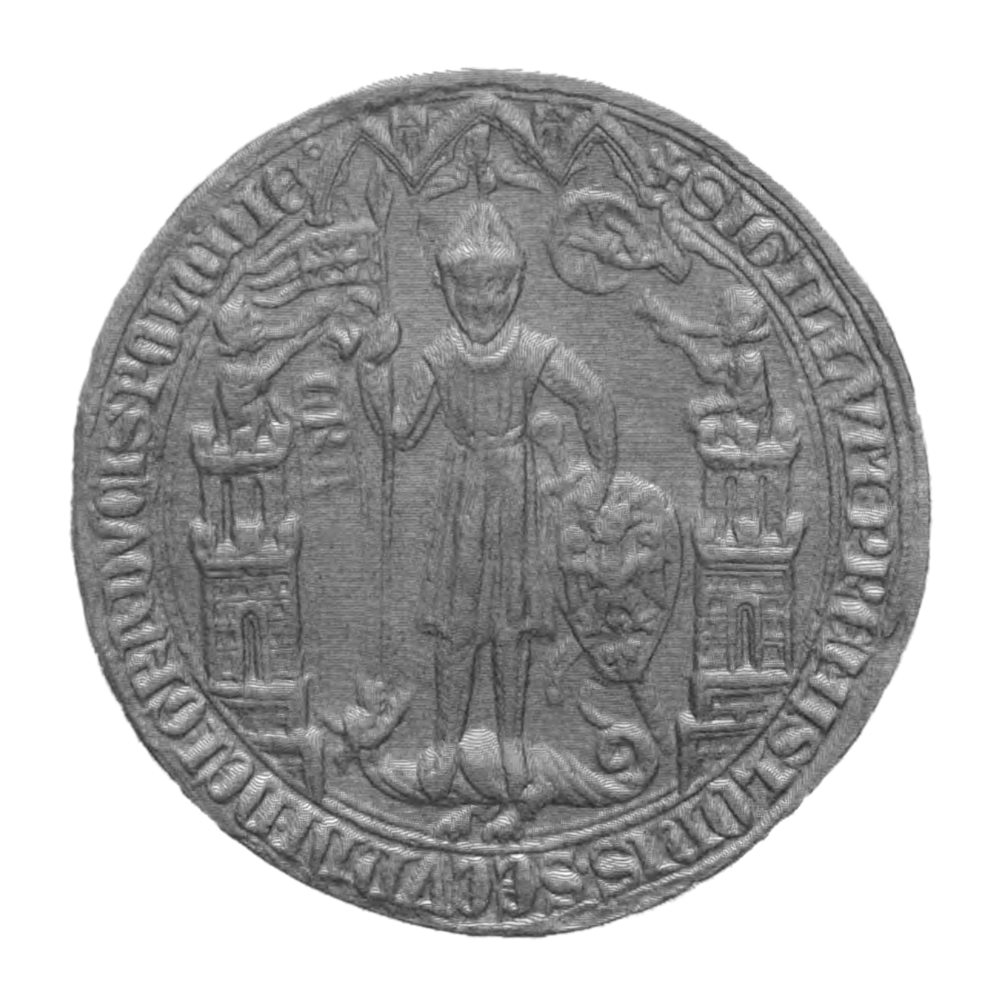
Siegel von Przemysł II., das er in einer Elbinger Urkunde und in anderen preußischen Urkunden verwendet hatte.

Przemysł II. (polnisch Przemysł(aw), lateinisch Primislaus; * 14. Oktober 1257 in Posen; † 8. Februar 1296 in Rogoźno) war ab 1273 Herzog von Großpolen in Posen. Nach dem Tod seines Onkels Bolesław, Herzog von Großpolen in Kalisch, ab 1279 Herzog von Großpolen, 1290 bis 1291 Herzog von Kleinpolen in Krakau, durch Letzteres Seniorherzog (Princeps) von Polen, seit Weihnachten 1294 Herzog von Pommerellen und ab 1295, als Przemysław, König von Polen. Er entstammte der großpolnischen Linie der Piasten.

## Leben
Przemysł war einziger Sohn von Herzog Przemysł I. und Elisabeth, Tochter Heinrichs II., Seniorherzog von Polen und Herzog von Schlesien. Erzogen unter der Vormundschaft seines Onkels Bolesław des Frommen, erzwang er Mitte 1273 die Herausgabe des väterlichen Erbes, der Stadt Posen. 1276 schloss er ein Bündnis mit Herzog Heinrich IV. von Breslau, den er 1277 zusammen mit Heinrich III. von Glogau im Konflikt mit Boleslaw II. von Liegnitz erfolglos unterstützte. Ab 1281 führte er Grenzstreitigkeiten mit Heinrich IV. von Breslau.
Nach dem Tod seines Onkels Boleslaw, 1279, regierte er selbständig in ganz Großpolen. Am 15. Februar 1282 schloss er einen Vertrag mit Herzog Mestwin II. von Pommerellen in Kępno, in dem dieser die Lehnshoheit des piastischen Herzogs anerkannte und ihm sein Herzogtum übertrug - donatio inter vivos -. Er stärkte seine Macht im Innern, indem er 1285 einen Adelsaufstand unter Führung des Geschlechts Zaremba niederwarf. Der machtvollen Position der Markgrafschaft Brandenburg in der Neumark setzte er 1287 ein Bündnis mit Herzog Bogislaw IV. von Pommern-Wolgast entgegen (1291 erneuert). Ein Jahr darauf, 1288, kam es zu einer Einigung mit seinen schlesischen Vettern, den Herzögen Heinrich IV. und Heinrich III. von Glogau, auf gegenseitige Erbfolge.
Nach dem Tod Herzog Heinrichs IV. 1290 nahm er das westliche Kleinpolen mit Krakau (Herzogtum Kleinpolen-Krakau) in Besitz, auf das Herzog Władysław I. Ellenlang von Kujawien ebenfalls Anspruch erhob und das östliche Kleinpolen mit Sandomierz (Herzogtum Kleinpolen-Sandomierz) besetzte. Im Januar 1291 verzichtete er zugunsten des böhmischen Königs Wenzel II. auf Krakau, behielt jedoch die Krönungsinsignien und schloss 1293 ein gegen Böhmen gerichtetes Bündnis mit Władysław von Kujawien, auf dessen Grundlage der kujawische Herzog nach dem Ableben des Bündnispartners, 1296, die meisten seiner Gebiete übernahm (obwohl ein älterer Erbvertrag mit Heinrich IV. von Breslau († 1290) und Heinrich III. von Glogau († 1309) bestand). Nach dem Tod Mestwins II., 1294, nahm er im Rahmen des Erbvertrags Pommerellen in Besitz. Brandenburg, das zu diesem Zeitpunkt aus zwei nach innen rivalisierenden, nach außen kooperierenden Linien bestand, machte augenblicklich eigene Ansprüche auf das Erbe geltend, woraus ein jahrelanger Erbfolgekrieg entbrannte, der erst im Vertrag von Soldin im Jahre 1309 ein abschließendes Ende fand. Unter dem Einfluss des Erzbischofs von Gnesen, Jakub Świnka, verfolgte Przemysław die Idee der Vereinigung der seit 1138 im Partikularismus zersplitterten polnischen Länder und der Wiedererlangung der Königswürde. Am 26. Juni 1295 wurde er mit Erlaubnis von Papst Bonifatius VIII. in Gnesen zum polnischen König gekrönt, wodurch die Zeit der schwachen Seniorherzogswürde beendet wurde.
Die Erneuerung der königlichen Würde in Polen nach über 200 Jahren hatte große Bedeutung für die Einigung des Königreichs Polen, das 500 Jahre Bestand haben sollte, obwohl er selbst schon im Jahr nach seiner Krönung ums Leben kam. Er starb 1296 als Opfer eines Entführungsversuches, den die Markgrafen von Brandenburg (Otto V. der Lange und Johann IV.) im Bund mit der lokalen Opposition (Angehörige zweier Adelsgeschlechter, der Zaremba und Nałęcz) angestiftet hatten, die Pommerellen und Gebiete zur Neumark an der Netze für sich beanspruchten. Es ist durchaus möglich, dass König Wenzel von Böhmen im Hintergrund stand, der damals große Teile Südpolens (Schlesien, Kleinpolen) zu seinem Einflussbereich zählte und ursprünglich eine Entführung geplant war, um den Gefangenen zu Konzessionen zu bewegen. Przemysław stand in einem einvernehmlichen Verhältnis zur Kirche, unterhielt enge Kontakte zu Stadtbürgern und förderte besonders Posen, wo er neben seinen Vorfahren in der Kathedrale begraben liegt. Mit ihm erlosch die großpolnische Linie der Piasten, die durch Mieszko III. den Alten begründet worden war.

## Ehefrauen
Przemysł war dreimal verheiratet, in erster Ehe ab Juli 1273 mit:
- Ludgarda (* um 1260; † Dezember 1283) Tochter des Herzogs Heinrich von Mecklenburg;

in zweiter Ehe ab 11. Oktober 1285 mit:
- Rixa/Rycheza (* um 1265; † vor 1291) Tochter des Königs Waldemar von Schweden;

in dritter Ehe ab 1291 mit:
- Margarete (* um 1270; † 1315), Tochter des Markgrafen Albrecht III. von Brandenburg;

## Nachkommen
Przemysł hatte nur eine Tochter aus der Ehe mit Prinzessin Rixa von Schweden:
- Elisabeth Rixa;

Sie war mehrmals verheiratet, in erster Ehe ab 1303 mit:
- König Wenzel von Böhmen und Polen;

in zweiter Ehe ab 1306 mit:
- Herzog Rudolf von Österreich;

## Verweise